# Диметинден
Диметинден (англ. Dimetindene) — синтетичний препарат, що є похідним фенілалкіламіну, та належить до антигістамінних препаратів І покоління, для перорального та місцевого застосування.

## Фармакологічні властивості
Диметинден — синтетичний препарат, що є похідним фенілалкіламінуу та належить до групи антигістамінних препаратів І покоління. Механізм дії препарату полягає у селективному блокуванні Н1-рецепторів гістаміну, а також блокуванні м-холінорецепторів та зниженні дії брадикініну. Диметинден знижує проникність капілярів, запобігає розвитку та полегшує перебіг алергічних реакцій негайного типу і має виражений протисвербіжний ефект. Диметинден має слабко виражений седативний ефект. Окрім цього, диметинден має місцевоанестезуючу дію на рогівку при офтальмологічному застосуванні.

### Фармакокінетика
Диметинден добре всмоктується при пероральному застосуванні, біодоступність препарату становить при пероральному застосуванні 70% у зв'язку з ефектом першого проходження через печінку, при місцевому застосуванні біодоступність препарату складає 10%. Максимальна концентрація препарату в крові досягається протягом 2 годин. Диметинден добре зв'язується з білками плазми крові. Препарат створює високі концентрації в більшості тканин організму. Диметинден проходить через гематоенцефалічний бар'єр. Диметинден проходить через плацентарний бар'єр. Диметинден метаболізується в печінці. Виводиться препарат переважно із жовчю, частково виводиться нирками, переважно у вигдяді неактивних метаболітів. Період напіввиведення диметиндену при застосуванні у вигляді крапель становить 6 годин, при застосуванні пролонгованих форм препарату — 11 годин.

## Показання до застосування
Диметинден застосовується при свербежі шкіри (за виключенням свербежу при холестазі), кропив'янці, екземі, сезонному та цілорічному алергічному риніті, полінозі, алергічному дерматиті, алергії на продукти харчування та медикаментозній алергії, набряку Квінке, свербежі при інфекційних захворюваннях (вітряній віспі, кору, краснусі), укусах комах, як додатковий засіб лікування при анафілактичному шоці та сироватковій хворобі. Місцево застосовується також при опіках легкого ступеня, укусах комах, сверблячих дерматозах та кропив'янці.

## Побічна дія
При застосуванні диметиндену можливі наступні побічні ефекти:
- Алергічні реакції — рідко (0,01—0,1%) висипання на шкірі; дуже рідко (менше 0,01%) набряк обличчя, набряк глотки, задишка, спазми м'язів.
- З боку травної системи — рідко (0,01—0,1%) сухість у роті, нудота, блювання, загостення виразкової хвороби.
- З боку нервової системи — дуже часто (більше 10%) підвищена втомлюваність; часто (1—10%) сонливість, нервозність; рідко (0,01—0,1%) головний біль, запаморочення, у дітей — збудження.

При місцевому застосуванні рідко спостерігаються сухість, печія та свербіж шкіри, висипання на шкірі.

## Протипокази
Диметинден протипоказаний при підвищеній чутливості до препарату, у першому триместрі вагітності. Диметинден не застосовується у новонароджених дітей (віком до 1 місяця). З обережністю застосовується препарат при закритокутовій глаукомі, виразковій хворобі, аденомі передміхурової залози. Диметинден не рекомендований у період годування грудьми.

## Форми випуску
Диметинден випускається у вигляді таблеток по 0,0025 г; капсул по 0,004 г; 0,1% розчину для прийому всередину по 10 і 20 мл; 0,1% гелю для зовнішнього застосування у тубах по 20 та 30 г. Диметинден разом із фенілефрином входить до складу комбінованого препарату «Віброцил».